# Psychotria klossii
Psychotria klossii är en måreväxtart som beskrevs av William Grant Craib. Psychotria klossii ingår i släktet Psychotria och familjen måreväxter. Inga underarter finns listade i Catalogue of Life.